# راي كونغور
راي كونغور (بالإنجليزية: Ray Conger)‏ هو منافس ألعاب قوى أمريكي، ولد في 12 نوفمبر 1904، وتوفي في 23 أكتوبر 1993.

## وصلات خارجية
- راي كونغور على موقع أوليمبيديا (الإنجليزية)
- راي كونغور على موقع قاعة آيوا للمشاهير الرياضية (الإنجليزية)